# لورنس مارك
لورنس مارك (بالإنجليزية: Laurence Mark)‏ هو منتج أفلام أمريكي، ولد في 22 نوفمبر 1949 في نيويورك في الولايات المتحدة.

## وصلات خارجية
- لورنس مارك على موقع IMDb (الإنجليزية)
- لورنس مارك على موقع أول موفي (الإنجليزية)
- لورنس مارك على موقع بوكس أوفيس موجو (الإنجليزية)
- لورنس مارك على موقع قاعدة بيانات برودواي على الإنترنت (الإنجليزية)
- لورنس مارك على موقع قاعدة بيانات الفيلم (الإنجليزية)